# Bramhadevarahalli Kaval, Madhugiri
Bramhadevarahalli Kaval là một làng thuộc tehsil Madhugiri, huyện Tumkur, bang Karnataka, Ấn Độ.